# Zoot Money’s Big Roll Band
Zoot Money’s Big Roll Band war eine britische Soul-Band, die Mitte der 1960er Jahre vornehmlich in Großbritannien erfolgreich war.
Zoot Money selbst spielte Orgel und sang in einem funkigen, vom Blues herkommenden Stil. Er beherrschte mit seiner kraftvollen, unverwechselbaren Persönlichkeit jeden Song. Zu seiner Begleitband  gehörte unter anderem Andy Summers, der später mit The Police noch viel berühmter werden sollte.
In die Charts schaffte es die Band nur einmal mit der Single Big Time Operator, in der Zoot sich in aller Bescheidenheit selbst beschreibt.
Zoot gründete später eine experimentelle Gruppe namens Dantalion’s Chariot, bevor er Organist bei Eric Burdons Animals wurde.

## Mitglieder
- Zoot Money (Gesang, Orgel)
- Paul Williams (E-Bass)
- Andy Summers (Gitarre)
- Colin Allen (Schlagzeug)
- Nick Newall (Saxofon)
- Johnny Almond (Saxofon)

## Diskografie

### Singles
- Uncle Willie / Zoot’s Suite (1964)
- Good / Bring It Home To Me (1965)
- Please Stay / You Know You’ll Cry (1965)
- Something Is Worrying Me / Stubborn Kind of Fellow (1965)
- Let’s Run For Cover / Self Disciplining (1965)
- Big Time Operator / Zoot’s Sermon (1966)
- Big Time Operator / Stubborn Kind of Fellow (1966 – abweichende deutsche Single)
- The Star of the Show / The Mount Moves (1966)
- Knick Knack / I Really Learn How to Cry (1967)
- Madman Running Through the Fields / Sun Came Bursting Through My Cloud (1967 als Dantalian’s Chariot)

### Kompilationen
- 1966 & All That / Big Time Operator (2018) (Boxset)

### EPs
- The Big Time Operator (1966)

### LPs
- It Should Have Been" (1965)
- Zoot (1966)
- Transition (1968 – Zoot Money solo)
- Welcome to My Head (1969 – Zoot Money solo)
- Mr. Money (1980)